# إيفايلو ديميتروف
إيفايلو ديميتروف (بالبلغارية: Ивайло Димитров) هو لاعب كرة قدم بلغاري في مركز الوسط، ولد في 26 مارس 1989 في صوفيا في بلغاريا. لعب مع أكاداميك صوفيا وسسكا صوفيا وسلافيا صوفيا ونادي دوبرودزا دوبريتش.

## وصلات خارجية
- إيفايلو ديميتروف على موقع الاتحاد الأوربي (الإنجليزية)
- إيفايلو ديميتروف على موقع قاعدة بيانات كرة القدم.إي يو (الإنجليزية)
- إيفايلو ديميتروف على موقع ناشيونال فوتبول تيمز (الإنجليزية)
- إيفايلو ديميتروف على موقع Soccerway.com (الإنجليزية)